# Anomala cirroides
Anomala cirroides är en skalbaggsart som beskrevs av Ohaus 1916. Anomala cirroides ingår i släktet Anomala och familjen Rutelidae. Inga underarter finns listade i Catalogue of Life.